# 大熊和奏
大熊和奏（日语：／ Ōkuma Wakana，2001年4月13日—）是一名日本女性聲優，埼玉縣出身，賢Production所属，Liella!成員。

## 人物經歷
2022年5月12日，宣佈成為學園偶像團體Liella!二期生成員。
2023年4月3日宣佈開設個人niconico頻道《大熊和奏的Bears Be Ambitious》，并在4月12日完成首次直播。
另外與Aqours的降幡愛及虹咲的大西亞玖璃擔任廣播節目《Love Live All Night Nippon GOLD》的主持人，同時三人組成限定組合「AiScReam」。

## 出演作品
※ 粗体字为主要角色

### 电视动画
2022年
- Love Live! Superstar!!（第2期）（若菜四季）

2023年
- 殭屍100～在成為殭屍前要做的100件事～（襲擊過來的女性殭屍）

2024年
- Love Live! Superstar!!（第3期）（若菜四季[4]）

### 遊戲
2022年
- Love Live! 學園偶像祭（若菜四季）

2023年
- Love Live! 學園偶像祭2 MIRACLE LIVE！ （若菜四季[5]）

2024年
- 劍星（球母）

### 吹替
2021年
- 永恆族（女學生3）

2022年
- Ivy + Bean（佩斯利）
- 奇異博士2：失控多重宇宙

### 廣告
- 2025年 日本麥當勞廣告

## 音樂合作
| 樂曲            | 音樂合作一覽              | 時期   |
| --------------- | ------------------------- | ------ |
| 愛♡スクリ〜ム！ | 電視動畫『Love Live』歌曲 | 2025年 |
| ICE LIMIT       | 電視動畫『Love Live』歌曲 | 2025年 |